# Джек Керуак
Джек Керуак (англ. Jack Kerouac, справжнє ім'я Жан-Луї Лебрі де Керуак, 12 березня 1922, Ловелл, Массачусетс — 21 жовтня 1969, Сент-Пітерсберг, Флорида) — культовий американський письменник, поет, есеїст, чільний представник і літописець літературного покоління, що сформувалося у 1940-х роках у Нью-Йорку і Сан-Франциско і було назване Керуаком «Beat Generation». Писав у стилі «спонтанної прози». Найвідоміший твір Керуака — роман «У дорозі» (1957) приніс йому славу великого американського письменника і «короля бітників».

## Дитинство та юність
Джек Керуак народився у Ловеллі, штат Массачусетс (Нова Англія) у католицькій франко-канадській сім'ї вихідців з Квебеку бретонського походження. Батько Лео Алсід Керуак був власником типографії у Ловеллі і видавав місцеву газету «The Spotlight» («Прожектор»); він пиячив і помер від раку шлунку у 1946. Зате до матері, котру звали Ґабріель Анж Л'Евеск, Джек був прив'язаний все життя. Рідною для нього була діалектна франко-канадська мова жуаль. Англійську почав вивчати тільки з 6-річного віку. Ще коли Джекові було чотири роки, його старший брат Жерар, що мав 9 років, помер від ревматизму. Його смертю Джек був сильно вражений, він вірив, що Жерар супроводжує його як ангел-охоронець. Згодом він написав про нього роман «Видіння Жерара».
Керуак відвідував парафіяльну школу в Ловеллі, де навчався в отців-єзуїтів. Він талановито грав у американський футбол, завдяки чому отримав спортивну стипендію на навчання у Колумбійському університеті, куди вступив 1940 року, перед тим рік провчившись на підготовчому відділенні університету — коледжі Горація Манна у Нью-Йорку. Слідом за Керуаком до Нью-Йорка в Квінз переселилися його батьки.
В університеті Джек закохався в студентку Еді Паркер (1922—1993), яка прибула з Мічигана.
Проте після першого року навчання він отримав травму гомілки і через конфлікт із тренером покинув футбол. Йому не продовжили стипендії, і він пішов з університету. У 1942 році Керуак записався моряком на торговий флот, внаслідок чого з'явився його перший роман «The Sea is My Brother» («Море — мій брат»), що довго вважався втраченим і вийшов друком тільки 2010 року. У червні 1943 Керуак вступив на службу до військово-морських сил США. Він заявив, що не стане нікого вбивати, навіть якщо накажуть, і через 8 днів його демобілізували з діагнозом «індиферентна настроєність» і «параноїдальна шизофренія».

## Біт-покоління
Після повернення до Нью-Йорка Джек, прагнучи стати письменником, у 1943 році відновив навчання в Колумбійському університеті. Там познайомився зі студентом Люсьєном Карром (1925—2005). Карр крутився в навколомистецьких колах і ввів Керуака у богемне середовище, що сформувалося при Колумбійському університеті. Через нього Керуак познайомився на початку 1944 року з Алленом Ґінзберґом (1926—1997) і Вільямом Берроузом (1914—1997).
Вільям Берроуз, Аллен Ґінзберґ, Люсьєн Карр, Джон Кліллон Голмс (1926—1988) і Джек Керуак стали близькими друзями. Вони вели бурхливе богемне життя — алкоголь, наркотики (тривалий час Керуак був залежним від бензедрину), сексуальна розгнузданість. У дослідженні нью-йоркського дна вони мали досвідченого гіда Герберта Ганкі (1915—1996), який був вуличним волоцюгою, злодієм із кількома тюремними термінами і гомосексуалом; у 1939 році Ганкі перебрався з Чикаґо до Нью-Йорка, де упродовж 10 років утримував кримінальну славу «мера 42-ї вулиці». Проте поряд із цим відбувалися пошуки духовного вдосконалення і власного літературного шляху; безумовним авторитетом щодо літературних смаків був Берроуз. Їхнє середовище Керуак під час розмови з Голмсом у 1948 році назвав «Beat Generation» від жарґонного нью-йоркського слова «beat», запозиченого від Ганкі, що означало «розбитий, виснажений, спустошений». Цей вислів дав назву цілому поколінню американської літератури.
Еді Паркер знімала квартиру на Мангеттені на Верхньому Вест-сайді на 118-ій вулиці спільно з Джоан Воллмер (1923—1951), студенткою приватного Барнард-коледжу. Джоан була дружиною студента-юриста Пола Адамса, проте його забрали на війну. До їхнього спільного помешкання вчащала компанія Керуака. Джоан Волмер стала центральною постаттю їхнього гуртка і «музою» майбутніх письменників. Керуак вирішив поселитися разом з Еді Паркер в її спільній квартирі із Джоан.
У серпні 1944 року з Керуаком трапилася неприємна історія. Вони разом з Люсьєном Карром збиралися сісти на корабель і попливти до Франції, нещодавно звільненої в результаті висадки союзників у Нормандії. Проте вночі на 14 серпня під час п'яної бійки Люсьєн Карр убив ножем Девіда Камерера (1911—1944), друга Берроуза; обидва були гомосексуалами. Керуак, як свідок цієї сцени, спробував допомогти приховати сліди злочину, однак Карр наступного дня здався поліції. Керуака і Берроуза заарештували як свідків. Ця історія отримала гучний розголос, оскільки і Карр, і Берроуз походили з респектабельних сімей, а історія мала гомосексуальний присмак. Проте якщо Берроуза звільнили під заставу, то батько Джека навіть чути не хотів про те, аби допомогти йому. Гроші під заставу внесла сім'я Еді Паркер, з якою Керуак пообіцяв одружитися. Свідками під час церемонії шлюбу 22 серпня 1944 року в Нью-Йоркській мерії були детективи. Після звільнення з тюрми Керуак оселився з Еді Паркер в її рідному місті Ґросс-Пойнт-Парку, штат Мічиган. Проте, через 2 тижні Джек покинув її та пішов у море на торговельному судні. Так само і чоловік Джоан Волмер Пол Адамс, повернувшись додому, був вражений її пристрастю до наркотиків і розлучився з нею.
Історія з Карром відображена у романі «And the Hippos Were Boiled In Their Tanks» («І бегемоти зварилися в своїх баках»), що його Керуак написав разом із Берроузом протягом 1944—1945 років. Проте, опублікований повністю він був тільки після смерті Карра.
У грудні 1946 року з Денвера, штат Колорадо до Нью-Йорка прибув Ніл Кесседі, який мав за собою кілька тюремних термінів за автокрадіжки. Керуак на той час проживав у Патерсоні, штат Нью-Джерсі. Ніл Кесседі хотів у нього «навчитися писати», а Керуак прагнув навчитися життя. Під впливом розмов із Нілом він у липні 1947 вирушив із Нью-Йорка автостопом через всю Америку до Сан-Франциско.
Пізніше, проживаючи з матір'ю у Нью-Йорку на Лонґ-Айленді, Керуак працює над романом «The Town and the City» («Містечко і місто»), котрий було видано у 1950 році. Роман написаний у традиційній манері, на якій позначився сильний вплив Томаса Вулфа. У ньому виведені під зміненими іменами Ґінзберґ, Берроуз, Карр, Камерер, Ганкі, Джоан Воллмер, Еді Паркер. Себе Керуак змалював під іменем Пітер Мартін. Згодом, незважаючи на позитивні критичні відгуки, сам він вважав цей твір провальним.
Під впливом дружби з Нілом Кесседі і подорожей Америкою та Мексикою протягом 1947—1950 років Керуак почав працювати над романом «On the Road» («У дорозі»), де вивів себе під іменем Сала Парадайза, а Ніла під іменем Діна Моріарті.

## Легенда про Дулуоза
Після повернення з Мексики у 1950 році Керуак одружився вдруге. Джоан Геверті тільки-но овдовіла по тому, як її чоловік Білл Каннастра — товариш Керуака, розбився влітку 1950 в метро, вискочивши з вагона на ходу. Джек разом із Джоан оселилися на Мангеттені.
В той час разом із Джоном Клеллоном Голмсом він відвідує курси літературної майстерності.
У лютому 1951 року Керуак отримав листа від Ніла Кесседі котрий оповідав про свою коханку Джоан Андерсон. Лист на 40 сторінок був написаний у своєрідній манері розмови Ніла, безперервним спонтанним монологом, одним реченням, без жодних розділових знаків. Цей стиль письма склав великий вплив на Керуака, він вирішив, що знайшов свій літературний метод, який називав «мускульним потоком». Упродовж трьох тижнів у квітні 1951 року він переписав роман «On the Road» на рулоні телетайпного паперу, довжиною 147 метрів, склеєному скотчем, щоби не відволікатися під час закладання листків у друкарську машинку. Текст був безперервним, без абзаців і полів.
Наприкінці 1951 року Керуак розлучився з Джоан Геверті, попри її вагітність. 16 лютого 1952 року вона народила його єдину дитину — доньку Джанет «Ян» Керуак (1952—1996), проте Керуак ще упродовж 8 років оскаржував своє батьківство.
У цей період він задумав створити епопею про їхнє середовище під назвою «Легенда про Дулуоза». З уривків, котрі не увійшли до роману «On the Road» про події 1946—1952 років, Керуак пише у 1951—1952 роках роман «Visions of Cody» («Видіння Коді»), у якому уперше зустрічається ім'я Джека Дулуоза, під яким він зобразив себе самого. Ніл Кесседі виведений під іменем Коді Померей.
Згодом Керуак отримав роботу кондуктора на залізниці, потім наглядача за лісовими пожежами у штаті Вашингтон. У той час починається паломництво бітників до Сан-Франциско, вони близько сходяться з поетами Західного узбережжя, котрі теж вважаються бітниками — Філіпом Ламантія, Ґреґорі Корсо, Лоуренсом Фелінґетті, Пітером Орловскі, Ґері Снайдером. Ці події з 1953 року описані Керуаком у романі «The Subterraneans» («Підземні»), над яким він працював у жовтні 1953 року у Нью-Йорку, і де він фігурує під іменем Лео Персп'є.
У 1954 році в бібліотеці в Сан-Хосе у Каліфорнії Керуакові потрапила до рук «Буддистська Біблія» Двайта Ґоддарда, і відтоді він захопився буддизмом. Хоча вперше інтерес до східних філософій у нього з'явився у 1946 році. Під впливом творів давньоіндійського проповідника Ашвагхоші Керуак написав у 1954 році збірку віршів «San Francisco Blues».
7 жовтня 1955 року у Сан-Франциско мав відбутися поетичний вечір у «Six Gallery», організований для промоції молодих поетів Сан-Франциско і Нью-Йорка. Керуак прибув товарним поїздом з Лос-Анджелеса, перед початком акції познайомився на вулиці з Ґері Снайдером. Виступило п'ять поетів: Філіп Ламантія, Майкл МакКлюр, Філіп Вейлен, Аллен Ґінзберґ і останнім Ґері Снайдер. Керуак був п'яний і не зміг вийти на сцену. Ґінзберґ читав передостаннім; його поема «Howl» («Крик») викликала фурор. У ритм читання Керуак з місця вигукував «Go! Go!». Ця акція стала першим публічним виступом поетів Beat Generation і початком феномену «поетичного ренесансу Сан-Франциско».
Під впливом Ґері Снайдера Керуак захопився буддизмом, результатом стали збірка сутр «The Scripture of the Golden Eternity» і поема «Old Angel Midnight», написані у 1956 р.
Про події 1955—1956 років, коли Керуак проживав у Мехіко, йдеться у повісті «Tristessa» («Трістесса»), написаній у цих роках; в ній він виступає під іменем Джека Дулуоза. Тоді ж у серпні 1955 року було написано поему «Mexico City Blues» («Блюзи Мехіко») у стилі джазової імпровізації.
Події 1956—1957 років, у тому числі, поїздки в лютому 1957-го до Танжера, де перебував Вільям Берроуз, і куди прибув Аллен Ґінсберґ, а звідти до Парижа і Лондона, описані у романі «Desolation Angels» («Ангели спустошення»), над яким Керуак працював упродовж 1956—1961 років, і в якому він введений під іменем Джека Дулуоза.
Саме Керуак придумав назву роману, над яким Берроуз працював у Танжері, «Naked Lunch» («Голий ланч»), коли Аллен Ґінсберґ неправильно відчитав назву, написану рукою Берроуза, «Naked Lust» («Гола хтивість»).
Окрім змалювання середовища «Beat Generation», Керуак написав кілька романів на тему дитячих років і юності, проведених у Ловеллі: «Доктор Сакс» (написаний 1952 року в Мехіко разом з Берроузом), який вважав своїм найкращим твором, «Меґґі Кессіді» (написаний 1953 року), і «Видіння Жерара» про останні місяці життя його брата Жерара (створений 1956 року), а також експериментальний роман «Book of Dreams» («Книга снів»), яку писав впродовж 1952—1960 років. Жодного з них у той час він не міг опублікувати.

## Король бітників
Після тривалих відмов, роман «У дорозі» погодилося взяти до друку видавництво «Viking Press» із Нью-Йорка. При цьому видавець наполіг на вилученні з тексту наркотичних і гомосексуальних сцен і наданню йому певної форми. Очікуючи на вихід роману, Керуак у липні 1957 року переїхав жити в Орландо, штат Флорида. Роман вийшов у серпні, і в газеті New York Times його проголосили голосом нового покоління, а Керуака — великим американським письменником. Роман мав величезний вплив на всю американську культуру, зокрема на Боба Ділана, Джима Моррісона, Гантера Томпсона.
У жовтні 1957 суд Сан-Франциско визнав поему Аллена Ґінзберґа «Howl» пристойною і зняв звинувачення проти Лоуренса Ферлінґетті, котрий опублікував її минулого року. Відтоді починається популярність письменників «Beat Generation», слідом за тим формується нова субкультура, що в 1958 році отримала назву бітників з публікації в San Francisco Chronicle.
У кінці листопада — на початку грудня 1957 року в Орландо Керуак написав роман «The Dharma Bums» («Волоцюги Дхарми») таким самом способом, як і «On the Road», на рулоні телетайпного паперу. Головним героєм виступає Ґері Снайдер, виведений під іменем Джефа Райдера; себе автор змалював під іменем Рея Сміта.
Щоб сховатися від слави, що несподівано впала на нього, й одночасно доглядати за матір'ю, Керуак у березні 1958 року повертається до Нью-Йорка. Того ж року роман «The Dharma Bums» («Волоцюги Дхарми») вийшов друком, а згодом роман «The Subterraneans» («Підземні»).
Проте «Волоцюг Дхарми» нещадно розкритикували, Керуака висміювали. Трумен Капоте висловився про його творчість, що це не література, а друк. Керуак був пригнічений цим, він багато п'є. Наступного року вийшли друком його романи «Доктор Сакс» і «Меґґі Кессіді» і поема «Mexico City Blues», які теж не принесли йому слави.
Тему, порушену у романі «Волоцюги Дхарми», Керуак розвинув у 1960 році у збірці оповідань і нарисів «Lonesome Traveler» («Самотній мандрівник»), опублікованій того ж року. Тоді ж вийшли друком повість «Tristessa» («Трістесса»), роман «Book of Dreams» («Книга снів») і збірка сутр «The Scripture of the Golden Eternity». Того ж 1960 року опубліковано уривки з роману «Visions of Cody», решту було відкинуто видавництвом за хаотичність і порнографію.

## Присмерк слави і смерть
Миттєва знаменитість Керуака — було найгіршим, що могло з ним трапитися. Слава, що звалилася на нього, його ж і згубила. Він надто багато пив, йому докучали репортери, шанувальники і бітники. Керуак впадав у депресію, його потенціал як серйозного письменника був зруйнований.
Намагаючись розірвати зачароване коло, у липні 1960 року Керуак поїхав на запрошення Лоуренса Ферлінґетті пожити в його хатині на природі в курортній місцевості у Біксбі Каньйоні у Біґ-Сурі, Каліфорнія. Досі, від часу публікації «В дорозі» Керуак не покидав будинку матері. Подальші 3 місяці він провів, поринувши в запій, вештаючись поміж Біґ-Суром і Сан-Франциско разом із представниками Beat Generation Нілом Кесседі і поетами Лю Велшем, Філіпом Вейленом, Майклом МакКлюром. Про це йдеться в романі «Big Sur» («Біґ Сур»), написаному в 1961-му і виданому в 1962 році. Себе Керуак вивів під іменем Джека Дулуоза. Тут звучать нотки відчаю, втоми від життя. Після того Керуак остаточно покидає Каліфорнію і осідає разом з матір'ю на Лонґ-Айленді у Нью-Йорку. У 1963 р. надруковано роман «Видіння Жерара».
Зважаючи на постійні депресії, алкоголізм, будучи надто старим для подорожей автостопом, Керуак стає консервативнішим і не сприймає нової контркультурної хвилі, що тільки-но починала набирати силу. В липні 1964 року до Нью-Йорка з Каліфорнії прибув розмальований автобус «Merry Pranksters» («Приколістів») на чолі з письменником Кеном Кізі. На вечірці, влаштованій Алленом Ґінзберґом, Керуак майже не розмовляв з Кізі, проте, коли один із компанії спробував приколотися з американського прапора, Керуак просто оскаженів. Згодом, також у патріотичному шалі, він підтримав війну у В'єтнамі.
На початку 1965 року Керуак їде до Парижа шукати своє коріння. Результатом стала повість «Satori in Paris» («Саторі у Парижі»), котра вийшла друком наступного року. Шукаючи своїх бретонських предків, Джек Дулуоз намагається досягти саторі (просвітління): "Десь протягом моїх десяти днів у Парижі у мене було якесь просвітлення, що, схоже, знову мене змінило на такого, який буде моїм взірцем наступні сім чи більше років: насправді це саторі — японське слово, що означає «раптове просвітлення», «раптове пробудження» чи просто «удар в око».
У 1965 році вийшов друком роман «Desolation Angels» («Ангели спустошення»).
1966 року його мати отримала інсульт і була паралізована. Керуак, який був дуже прив'язаний до неї, зайнявся доглядом. Йому допомагала Стелла Сампас з Ловелла, з дитинства закохана в нього, і цього ж року вони одружилися. Для Керуака це був третій шлюб. У 1967 році вони троє повернулися до Ловелла в Массачусетс, але в 1968 році всі разом переїхали на Флориду, оселившись у Сент-Пітерсберзі.
20 жовтня 1969 вдома у нього почалася кровотеча з вен стравохода і наступного дня 21 жовтня він помер у лікарні, не приходячи до тями. Причиною кровотечі був цироз печінки, що розвинувся внаслідок зловживання алкоголем. Похований Джек Керуак у Ловеллі, Массачусетс.
Його мати померла у 1973 році. Того ж року опубліковано повністю роман «Видіння Коді», який є найбільш хаотичним з усіх творів Керуака, і поему «Old Angel Midnight». У 1991 році вийшла друком збірка віршів «San Francisco Blues», у 2008 році — роман «And the Hippos Were Boiled In Their Tanks» («І бегемоти зварилися в своїх баках»), написаний спільно з Вільямом Берроузом, а в 2010 році — перший роман Керуака, що довго вважався втраченим, «The Sea is My Brother» («Море — мій брат»).

## Особисте життя
Біографія Елліс Амберн 1998 року «Підземний Керуак: Приховане життя Джека Керуака» (англ. Subterranean Kerouac: The Hidden Life of Jack Kerouac) досліджує бісексуальність Керуака та його стосунки з чоловіками. У книзі розповідається, що Керуак мав кілька сексуальних стосунків з чоловіками, зокрема зі своїм другом та колегою-бітником Алленом Гінзбергом. Деякі листи Керуака до Гінзберга та інших чоловіків були описані як гомоеротичні. Незважаючи на це, Керуак не був публічно відкритим щодо своєї не гетеросексуальності, а про його бісексуальність не було широко відомим до публікації біографії Амберн.

## Українські переклади
- Джек Керуак. Малий Пік. Переклад з англійської: Марія Габлевич. Київ: журнал Всесвіт — 1979. — № 8. — С. 88-128
- Джек Керуак. Малий Пік. Переклад з англійської: Марія Габлевич; художник: Євген Попов. Київ: Веселка, 1982. 35 стор.
- Джек Керуак. На дорозі. Переклад з англійської: Богдана Павличко; відповідальний за випуск: Валентина Кирилова. Київ: Основи, 2010. 302 стор. (серія Зарубіжна класика) ISBN 978-966-500-313-7
- Джек Керуак. У дорозі. Переклад з російської: Марія Козлова. Харків: Фоліо, 2014. 476 стор.– (серія Карта світу. США)) ISBN 978-966-03-6966-5
- Джек Керуак. Жовтень в Залізничній Землі [Архівовано 3 січня 2020 у Wayback Machine.]. Переклад з англійської: Hvrenja[8]. Poetry for the beat generation[en]. October In The Railroad Earth // New York: Evergreen Review, (1957)[9]
- (перевидання) Джек Керуак. У дорозі. Переклад з російської: Марія Козлова. Харків: Фоліо, 2015. 476 стор.– (серія Карта світу. США) ISBN 978-966-03-7282-5
- Джек Керуак. Біґ-Сур / пер. з анг. Павло Швед. — К. : Комубук, 2021. — 288 с. — ISBN 978-617-7438-32-7.
- Джек Керуак. Волоцюги дгарми / пер. з анг. Гєник Бєляков. — К. : Комубук, 2021. — 296 с. — ISBN 978-617-7438-33-4.
- Джек Керуак. В дорозі / пер. з анг. Гєник Бєляков. — К. : Комубук, 2022. — 350 с. — ISBN 978-617-7438-33-4.[10]

## Цікаво знати
Джек Керуак надихався творами англійського поета та письменника Марка Ван Дорена.